# Třída Annapolis
Třída Annapolis byla třída torpédoborců kanadského královského námořnictva. Celkem byly postaveny dvě jednotky této třídy. V době svého dokončení byly považovány za nejlepší protiponorková plavidla na světě. Třída byla průkopnická nasazením protiponorkových vrtulníků z tak malých plavidel. Obě již byly vyřazeny ze služby.

## Pozadí vzniku
Po stavbě 14 úspěšných protiponorkových torpédoborců tříd St. Laurent a Restigouche bylo kanadským námořnictvem objednáno dalších šest jednotek, čímž měla země získat celkem 20 moderních torpédoborů. Nakonec bylo rozhodnuto tuto objednávku rozdělit a kromě čtyř klasických torpédoborců třídy Mackenzie byla objednána i dvoučlenná třída Annapolis, jejíž plavidla byla vybavena palubním vrtulníkem, což výrazně zlepšovalo jejich efektivitu v protiponorkovém boji.
Dvojice torpédoborců této třídy byla postavena v letech 1961–1964, přičemž do operační služby byly zařazeny v roce 1964. V 80. letech obě jednotky prošly modernizací DELEX (DEstroyer Life EXtension).
Jednotky třídy Annapolis:
| Jméno                | Loděnice                        | Spuštěna | Vstup do služby   | Poznámka                                               |
| -------------------- | ------------------------------- | -------- | ----------------- | ------------------------------------------------------ |
| HMCS Annapolis (265) | Halifax Shipyards Ltd., Halifax | 1963     | 19. prosince 1964 | domovský přístav Esquimalt, vyřazen 15. listopadu 1996 |
| HMCS Nipigon (266)   | Marine Industries Ltd., Sorel   | 1961     | 30. května 1964   | domovský přístav Halifax, vyřazen 2. července 1998     |

## Konstrukce

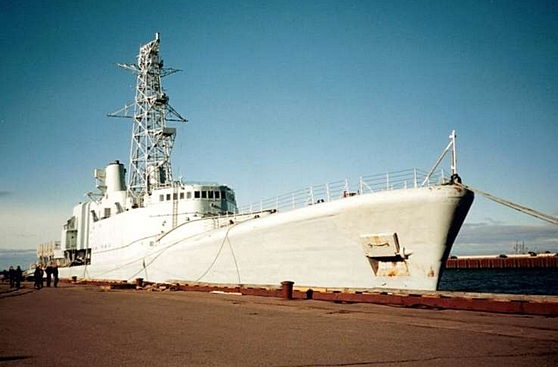
Ostrojený Nipigon po vyřazení

### Po dokončení
Plavidla nesla radar SPS-12 pro vyhledávání vzdušných cílů, SPS-10B pro vyhledávání hladinových cílů, navigační radar Sperry Mk.2 a radar URN 20 TACAN. K lokalizaci ponorek sloužily sonary SQS-501, SQS-502, SQS-503, SQS-504, přístroj UQC-1B. Řízení palby zajišťovaly systémy Mk 64 GFCS a SPG-48 (GUNAR). Výzbroj tvořily dva 76mm kanóny v dělové věži na přídi. K ničení ponorek lodě nesly jeden salvový vrhač hlubinných pum Mk 10 Limbo a dva trojhlavňové 324mm torpédomety. Na zádi se nacházela přistávací plocha a hangár pro protiponorkový vrtulník CH-124 Sea King.
Pohonný systém tvořily dvě parní turbíny English Electric a dva kotle Babcock & Wilcox, pohánějící dva lodní šrouby. Nejvyšší rychlost dosahovala 32 uzlů.

### Modernizace DELEX
Modernizací DELEX prošel Nipigon v letech 1982-84 a Annapolis v letech 1984-86.